# Xanthoparmelia cranfieldii
Xanthoparmelia cranfieldii är en lavart som beskrevs av Elix. Xanthoparmelia cranfieldii ingår i släktet Xanthoparmelia och familjen Parmeliaceae.   Inga underarter finns listade i Catalogue of Life.